# José Ewbank da Câmara
José Felipe Neri Ewbank da Câmara (Porto Alegre, 17 de abril de 1843 — Rio de Janeiro, 3 de março de 1890) foi um engenheiro brasileiro, pioneiro no plano estratégico das ferrovias gaúchas.

## Biografia
Tendo estudado e se formado no Rio de Janeiro, na Escola Politécnica, Ewbank da Câmara projetou a infra-estrutura de portos e ferrovias em diversas cidades do país. O Cais Provincial (1869-1871), em Rio Grande, é de sua autoria.
Em 1872 ele apresentou um relatório sobre a necessidade de uma rede ferroviária no Rio Grande do Sul, que foi aprovado pelo Marquês do Erval e pelo Visconde de Pelotas. 
Em 1872, foi aceito como sócio na Sociedade Auxiliadora da Indústria Nacional, a partir de uma proposição feita por José Augusto Nascentes Pinto. 
Foi também deputado provincial e diretor da ferrovia Dom Pedro II, no Rio de Janeiro, onde morreu aos quarenta e seis anos.
O município de Ewbank da Câmara, em Minas Gerais, antes chamado de Tabuões, foi nomeado a partir dele. No Rio Grande, em Porto Alegre, no Rio de Janeiro (em Madureira) e em algumas cidades de Minas Gerais, existem ruas com seu nome.[carece de fontes?]

## Livros
- Editado em 1874 no RJ, Caminhos de Ferro Estratégicos do Rio Grande do Sul- Aspectos Econômicos.
- Editado em 1875, Caminhos de Ferro do Rio Grande do Sul e Repúblicas do Prata.

1. ↑  «Sessão do Conselho Administrativo em o 1º de Julho de 1872, Honrada com a Augusta Presença de S. M. O Imperador, Presidência do Exm. Sr. Conselheiro de Estado Visconde do Rio Branco.». O Auxiliador da Indústria Nacional (7): 276. Julho de 1872